# Polyplectropus ranauensis
Polyplectropus ranauensis är en nattsländeart som beskrevs av Georg Ulmer 1951. Polyplectropus ranauensis ingår i släktet Polyplectropus och familjen fångstnätnattsländor. Inga underarter finns listade i Catalogue of Life.